# Église Saint-Vincent-de-Paul de Sarajevo
Pour les articles homonymes, voir Église Saint-Vincent-de-Paul.
L'église Saint-Vincent-de-Paul est située en Bosnie-Herzégovine, sur le territoire de la Ville de Sarejevo. Elle a été construite en 1883 et est inscrite sur la liste des monuments nationaux de Bosnie-Herzégovine.